# Guglielmo III (vescovo di Torino)
Guglielmo III di Torino (... – Torino, 1092) è stato un vescovo italiano.

## Biografia
Guglielmo III (o Vitelmo) fu vescovo di Torino dal 1089 al 1092.
Un ritratto significativo tratto dai documenti d'archivio, ce lo riporta l'Ughelli in un suo studio sulla chiesa torinese: 
In questa descrizione, in effetti, esiste un fondo di verità dettato dal fatto che vendette molte cariche episcopali nel Piemonte per denaro, favorendo però anche ordini monastici meritevoli e personalità di Chiesa, tra cui l'abbazia di Cavore. 
Morì a Torino nel 1092 ed alcuni storici hanno sottolineato che potrebbe essere stato avvelenato.